# Bossa nova
Bossa nova é o gênero musical resultante de um movimento de transformação do samba irradiado a partir da Zona Sul da cidade do Rio de Janeiro no final da década de 1950 e que, por conseguinte, passou a dar nome ao estilo de interpretação e acompanhamento rítmico dele surgido, que ficou conhecido como “batida diferente”. De acordo com o musicólogo Gilberto Mendes, a vertente era uma das “três fases rítmicas do samba”, na qual a "batida" da bossa havia sido extraída a partir do "samba de raiz". Segundo o jornalista Ruy Castro, a bossa nova era “uma simplificação extrema da batida da escola de samba”, como se dela tivessem sido retirados todos os instrumentos e conservado apenas o tamborim.
A Bossa Nova enquanto movimento ficou fortemente associada ao crescimento urbano brasileiro — impulsionado pela fase desenvolvimentista do Governo Juscelino Kubitschek. Suas letras abordavam temáticas leves e descompromissadas, contrastando com as letras dos sucessos de rádio da época, em que prevaleciam os chamados sambas de fossa. A forma de cantar também se diferenciava da que se tinha na época. Segundo o maestro Júlio Medaglia, "desenvolver-se-ia a prática do canto-falado ou do cantar baixinho, do texto bem pronunciado, do tom coloquial da narrativa musical, do acompanhamento e canto integrando-se mutuamente, em lugar da valorização da 'grande voz'".
As figuras centrais do movimento Bossa Nova são Antônio Carlos Jobim, Vinicius de Moraes e João Gilberto. O único show ("O Encontro") que reuniu este trio aconteceu em 1962, na boate carioca Au Bon Gourmet que também teve a participação do quarteto vocal Os Cariocas e do baterista Milton Banana. A estreia foi em 2 de agosto de 1962 e a temporada durou seis semanas. Neste show aconteceu a primeira audição da música "Garota de Ipanema".
Outros nomes fundamentais da bossa nova são João Donato, Sérgio Mendes, Carlos Lyra, Roberto Menescal, Ronaldo Bôscoli, Nara Leão, Luiz Bonfá, Sérgio Ricardo, Oscar Castro-Neves, Baden Powell, Durval Ferreira, Alaíde Costa, Leny Andrade e Newton Mendonça.

## Origens
A palavra "bossa" apareceu pela primeira vez na década de 1930, em "Coisas Nossas", samba de Noel Rosa: "O samba, a prontidão/e outras bossas,/são nossas coisas (...)". A expressão "bossa nova" passou a ser utilizada também na década seguinte para aqueles sambas de breque, baseado no talento de improvisar paradas súbitas durante a música para encaixar falas.
Alguns críticos musicais destacam uma certa influência que a cultura americana do pós-guerra, de músicos como Stan Kenton, combinada ao impressionismo erudito, de Debussy e Ravel, teve na bossa nova, especialmente do cool jazz. Embora tenha influência da música estrangeira, a bossa nova possui elementos de samba sincopado. Além disso, havia um inconformismo com a temática das letras dos sambas-canções da época, os chamados sambas de fossa, que não eram adequados para uma juventude que vivia na praia e não nas boates sem janelas.

### Precursores da Bossa Nova
Os cantores Dick Farney e Lúcio Alves, que fizeram sucesso nos anos da década de 1950 com um jeito suave e minimalista de cantar - em oposição a cantores de grande potência sonora de gerações anteriores como Vicente Celestino, Nelson Gonçalves, Silvio Caldas e Dorival Caymmi - foram influências nos futuros artistas da bossa nova.
Dick Farney tocou piano na orquestra de Carlos Machado no Cassino da Urca e gravou a música "Copacabana" em julho de 1946, aos 25 anos. Com seu piano jazzístico passou dois anos e meio tocando nos Estados Unidos. Retornou ao Brasil em dezembro de 1948. Após sua volta foi fundado o Sinatra-Farney Fan Club, clube que segundo o escritor Ruy Castro foi uma espécie de manjedoura para a bossa nova, já que foi frequentado por muitos futuros destaques do movimento, exceto Tom Jobim, Vinicius de Moraes, Luis Bonfá e Billy Blanco. Em 1949 um grupo fundou o Dick Haymes-Lúcio Alves Fan Club. Haymes era um crooner de Big Bands norte americanas e Lúcio Alves era crooner, violonista e arranjador vocal de seu grupo Os Namorados da Lua. Alves também tinha um jeito suave de cantar e como Farney também tentou fazer carreira nos EUA por um ano. Ao voltar ao Brasil, retomou sua carreira como cantor independente.
Completando os precursores da Bossa Nova, Johnny Alf foi pianista da boate Plaza - Copacabana, em 1954 e já tocava suas composições autorais como "Rapaz de Bem", "Céu e Mar", "O que é amar", entre outras, segundo Ruy Castro, predecessoras da Bossa Nova. Como a boate era pouco frequentada, os músicos mais jovens faziam romaria para ouví-lo e também fazer experimentações. Entre eles estavam Tom Jobim, João Donato, João Gilberto, Lúcio Alves, Dick Farney, Dolores Duran, Paulo Moura, Baden Powell, Carlos Lyra, Sylvinha Telles, Luiz Eça e Mauricio Einhorn. Como Alf aceitou uma proposta para trabalhar em São Paulo, não participou da explosão do movimento Bossa Nova que teve seu ponto de partida no Rio de Janeiro.
O espírito bossa-novista já se encontrava na música que Jobim e Moraes fizeram, em 1956, para a peça Orfeu da Conceição, primeira parceria da dupla, que esteve perto de não acontecer, uma vez que Vinícius primeiro entrou em contato com Vadico, o famoso parceiro de Noel Rosa e ex-membro do Bando da Lua, para fazer a trilha sonora. É dessa peça, baseada na tragédia Grega Orfeu, uma das belas composições de Tom e Vinícius, "Se todos fossem iguais a você", já prenunciando os elementos melódicos da bossa nova.
Um embrião do movimento, no final da década de 1950, eram as reuniões casuais, frutos de encontros de um grupo de músicos da classe média carioca em apartamentos da zona sul, como o de Nara Leão, na Avenida Atlântica, em Copacabana. Nestes encontros, cada vez mais frequentes, a partir de 1957, um grupo se reunia para fazer e ouvir música. Dentre os participantes estavam novos compositores da música brasileira, como Billy Blanco, Carlos Lyra, Roberto Menescal e Sérgio Ricardo, entre outros. O grupo foi aumentando, abraçando também Chico Feitosa, João Gilberto, Luiz Carlos Vinhas, Ronaldo Bôscoli entre outros.
Nara Leão trabalhou por um curto período no jornal Última Hora, de seu cunhado Samuel Wainer. Lá conheceu Moisés Fuks, editor do Tablóide UH e também diretor artístico do Clube Universitário Hebraico do Brasil. Em uma reunião no apartamento de Nara, Fuks propõe a Ronaldo Bôscoli uma apresentação no Clube Hebraico, no Flamengo. No primeiro semestre de 1958 aconteceu a primeira apresentação pública do que viria a ser a bossa nova. A divulgação desse evento também tem parte na origem do nome do movimento. Uma secretária da instituição, responsável pela criação de cartazes de divulgação do show, divulgou-o como “Sylvinha Telles e um grupo bossa-nova”, visto que o conjunto não tinha um nome.

## Início oficial

Elizeth Cardoso

O marco inicial da bossa nova foi o lançamento da música "Chega de Saudade", de autoria de Tom Jobim e Vinicius de Moraes, lançada originalmente por Elizeth Cardoso em abril de 1958, em seu álbum Canção do Amor Demais. Convidado por Jobim, João Gilberto tocou violão nessa faixa e em "Outra Vez" (Tom Jobim).
Canção do Amor Demais não foi um sucesso de vendas ao ser lançado pelo pequeno selo Festa, um selo não-comercial que não tinha sequer departamento de divulgação e dependia de outras gravadoras para ter os seus disco prensados e distribuídos. É considerado um disco histórico pelas primeiras gravações da batida de violão de bossa nova e pelo seu repertório, só de canções da dupla recém formada, Jobim e Vinícius.
Apesar da batida de violão presente na gravação da Elizeth, foi com a versão de Chega de Saudade por João Gilberto, lançada em agosto de 1958, que a revolução da bossa nova se completou: um modo diferente de cantar, sem vibrato, quase falado, e uma forma inovadora de se tocar bateria no samba, usando apenas o contratempo e a caixa, tocada por vassourinhas.
Tom Jobim afirmou que considerava Chega de Saudade, composta dois anos antes de ser gravada, uma canção ligada ao estilo tradicional de compor, com modulações clássicas que já existiam na música brasileira há muito tempo, e que a própria introdução da música, com flauta e violão, lembrava os conjuntos regionais.
O compacto seguinte gravado por João Gilberto e lançado em fevereiro de 1959 trazia a música "Desafinado" (Tom Jobim/Newton Mendonça), uma composição já inspirada por essa forma inovadora de cantar e tocar, uma composição bossa nova, e essa expressão está presente na letra, o que ajudou a divulgá-la. Essa gravação de João Gilberto mostra um jogo rítmico inovador entre o canto, o violão e a bateria.
Além de um gênero musical, bossa nova é um estilo, uma maneira de cantar, tocar e harmonizar, que pode ser aplicado a composições de outros gêneros.  Isso está demonstrado no primeiro LP de João Gilberto, Chega de Saudade, lançado em abril de 1959, em que composições bossanovísticas como "Saudade Fez um Samba" (Lyra/Bôscoli) e "Brigas Nunca Mais" (Tom/Vinícius) estão ao lado de sambas tradicionais como “Rosa Morena” (de Dorival Caymmi), “Morena Boca de Ouro”, de Ary Barroso, “Aos Pés da Cruz” (de Marino Pinto e Zé da Zilda) e “É Luxo Só” (de Ary Barroso e Luís Peixoto), todos interpretados na nova forma de cantar e tocar de João Gilberto.
Segundo o historiador de música popular brasileira Jairo Severiano, os três LPs que João Gilberto gravou na Odeon, Chega de saudade (1959), O amor, o sorriso e flor (1960) e João Gilberto (1961), constituem um documento sobre a Bossa Nova.

## Período áureo
Durante as décadas de 1940 e 1950 a música brasileira estava se modernizando, em termos harmônicos e melódicos, mas a chegada do ritmo novo na batida de violão de João Gilberto foi o estopim para a revolução que se chamou bossa nova. Segundo Tom Jobim, a chegada de João trouxe novas perspectivas para a música brasileira, pois o ritmo é um fator vital.
Jobim escreveu o texto na contracapa do disco Chega de Saudade que João Gilberto era um baiano "Bossa Nova" (grifo do texto original) que em pouco tempo tinha influenciado toda uma geração de músicos, e é a primeira vez que esse termo é utilizado num disco brasileiro. Músicos da geração seguinte e que na época eram adolescentes, como Chico Buarque, Caetano Veloso, Edu Lobo e Gilberto Gil, foram impactados com a chegada da bossa nova e isso influenciou na escolha profissional deles.
Tom Jobim e Newton Mendonça escreveram juntos, letra e música, dois manifestos musicais da bossa nova, "Desafinado" e "Samba de uma nota só", lançados respectivamente no primeiro e no segundo LP de João Gilberto. Na letra de "Desafinado" a expressão bossa nova é citada como substantivo e não como adjetivo, o que ajudou a popularizar o termo. Essa canção tem caminhos harmônicos e melódicos complexos, o que não a impediu de se transformar num grande sucesso nacional e também num standard de jazz. Já "Samba de uma nota só" se caracteriza pela economia de notas na melodia com uma sequência de acordes dissonantes que harmonizam a mesma nota, em cada acorde a nota da melodia está fazendo uma função diferente. Essas duas canções são como os lados diferentes de uma mesma moeda, segundo Pedro Bustamante Teixeira.
Ruy Castro chama este período de "o grande feriado”, no qual as canções da bossa nova se popularizaram entre os jovens e fez do violão o instrumento que todos os jovens queriam tocar. As academias de violão se multiplicaram pela zona sul do Rio de Janeiro, e as mais concorridas eram dos bossanovistas Carlos Lyra e Roberto Menescal.
Ronaldo Bôscoli era jornalista e trabalhava na Revista Manchete e é considerado um dos responsáveis pela divulgação da então moderna música carioca. Ele teve a ideia de levar os shows ainda amadores para faculdades e colégios, para divulgar esse movimento entre os jovens, mas o nome bossa nova ainda não estava consolidado. Após o primeiro show no Centro Universitário Hebraico foi realizada na Escola Naval do Rio de Janeiro a Segunda Samba Session, ou Segundo Comando da Operação Bossa Nova. Nesse show a cantora Nara Leão se apresentou em público pela pela primeira vez, e o show contou com a participação de cantoras como Alaíde Costa e Norma Bengell e cantores e músicos como Lúcio Alves, Oscar Castro Neves e Luis Eça.
Sylvia Telles foi uma das primeiras cantoras a gravar as músicas de bossa nova e em 1959 lançou dois LP´s num intervalo de apenas 4 meses, e das 24 canções gravadas 18 eram do Tom Jobim, que se transformou no compositor mais gravado no Brasil do fim dos anos 1950. Em 1961 a cantora Maysa, uma das cantoras mais importantes da época e ligada ao samba-canção de fossa, gravou o disco O Barquinho, que lançou a música de mesmo nome composta por Menescal e Ronaldo Bôscoli e ajudou a divulgar nacionalmente a bossa nova.
A bossa nova encontrou refúgio numa travessa sem saída da Rua Duvivier, em Copacabana, que foi apelidada pelo jornalista Sérgio Porto de Beco das Garrafadas, nome depois simplificado para Beco das Garrafas. Lá surgiu um tipo diferente de bossa nova, menos intimista, que passou a ser conhecido como Samba Jazz, ou Hard Bossa Nova, em pocket shows muitas vezes dirigidos pela dupla Miéle e Bôscoli. No Beco surgiram grupos como Tamba Trio, de Luiz Eça, Bossa Três, de Luís Carlos Vinhas, Sexteto de Sérgio Mendes, Copa Cinco de J.T. Meirelles e Quinteto Bottle's, de Tenório Júnior.
Em 1962, Tom Jobim e Vinícius de Moraes compuseram "Garota de Ipanema", talvez a mais representativa canção da bossa nova, que se tornou a canção brasileira mais conhecida em todo o mundo, junto com "Aquarela do Brasil" (Ary Barroso), com mais de 169 gravações, entre as quais de Sarah Vaughan, Stan Getz, Frank Sinatra (com Tom Jobim), Ella Fitzgerald entre outros. "Garota de Ipanema", junto com outras canções compostas pela dupla nesse ano de 1962, foram as últimas músicas dessa parceria tão fundamental para a música brasileira.
O produtor Aloysio de Oliveira, responsável pela gravação dos primeiros discos de João Gilberto na gravadora Odeon, montou a sua própria gravadora, a Elenco, em 1963. Esse selo foi o responsável por lançar os primeiros LP's de artistas como Vinícius de Moraes, Nara Leão, Roberto Menescal e Baden Powell. A Elenco ficou marcada também pela estética minimalista das suas capas, quase sempre com fotos de Chico Pereira em preto e branco e processadas em alto contraste por César Vilela, diretor de arte, que afirmou que essa economia estética se devia, também, à falta de dinheiro na gravadora.
No mesmo ano de 1963, Carlos Lyra e Vinícius de Moraes escreveram a comédia musical “Pobre Menina Rica”, e antes de montá-la num teatro, apresentaram as canções em um show chamado Trailer, com a Nara Leão cantando as músicas que caberiam à personagem que dá título à peça. Algumas letras do musical já apontavam para um outro caminho temático, com conteúdo mais político, como “Comedor de gilete” e “Maria Moita”, que já não cabiam nos cânones bossanovísticos do amor, do sorriso e da flor.
Antes do fim do período áureo da bossa nova surgiu ainda uma segunda geração do movimento, artistas que traziam novos elementos musicais, alguns mais ligados aos gêneros nacionais e outros já com influências do pop internacional. São dessa segunda geração nomes como Edu Lobo, Marcos Valle, Eumir Deodato, Wanda Sá, Francis Hime e Dori Caymmi.

## Internacionalização

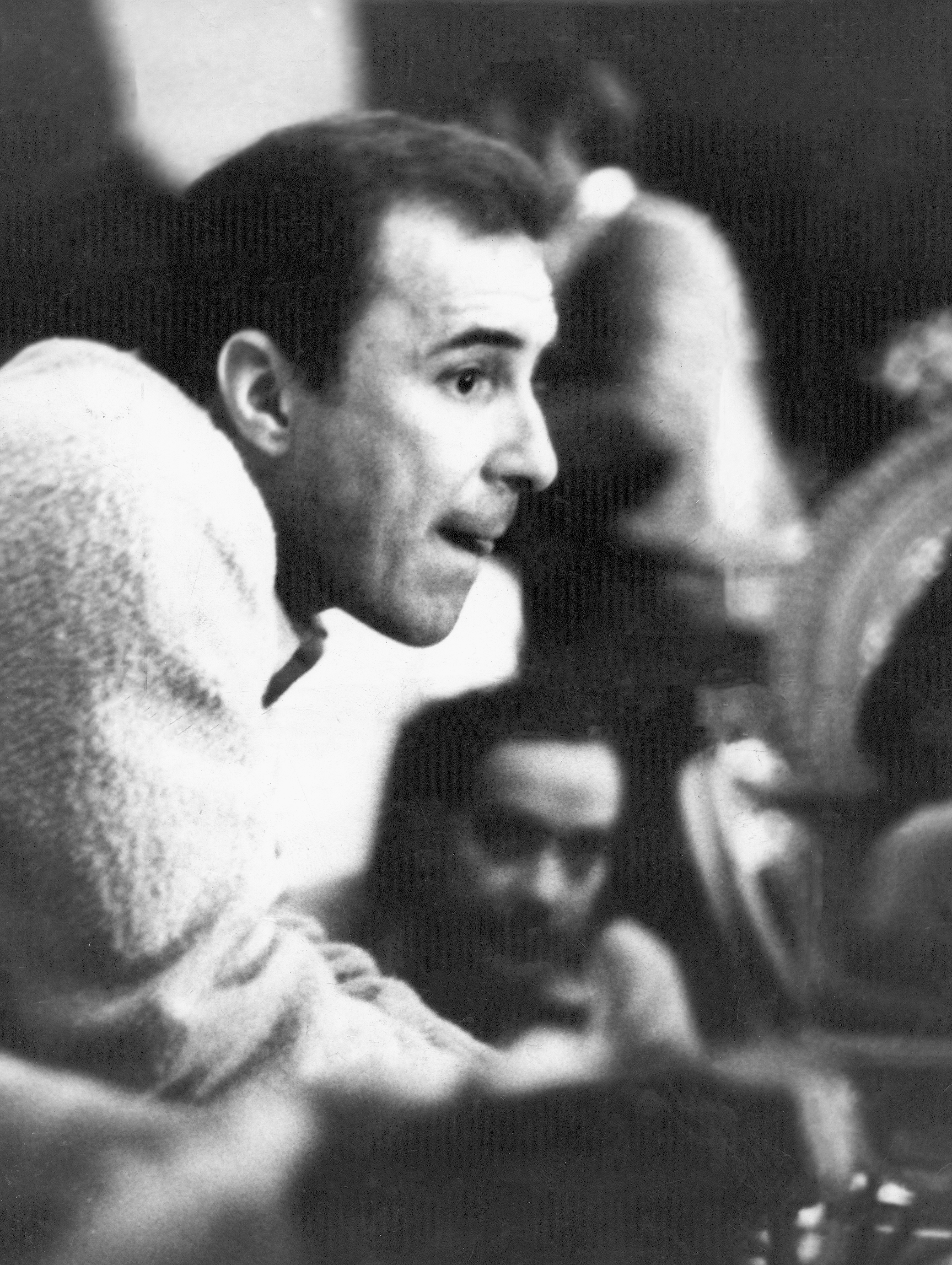
João Gilberto e Stan Getz em Nova York (1972).

A bossa nova experimentou uma projeção internacional em escala jamais vista com outra vertente da música popular brasileira. Em 1962, o saxofonista Stan Getz em conjunto com o guitarrista Charlie Byrd lançaram o LP Jazz Samba, o que chamou a atenção do meio musical nos Estados Unidos para a bossa nova. Naquele mesmo ano, um concerto no Carnegie Hall de Nova York, que reuniu Tom Jobim e João Gilberto, entre outros, abriu de vez as portas do mundo para o estilo. Com o lançamento em 1964 do LP Getz/Gilberto, parceria entre o violonista brasileiro e o saxofonista americano, tornou a vertente conhecida mundialmente, além de arrebatar o Grammy Award para álbum do ano de 1965. A versão cantada por Astrud Gilberto de "The Girl from Ipanema" ganhou o prêmio de melhor gravação no Grammy desse mesmo ano, e foi a primeira vez que uma mulher ganhou esse prêmio. Em 1967, Frank Sinatra gravou essa música no disco Francis Albert Sinatra & Antonio Carlos Jobim, com arranjo de Claus Ogerman. Um dos principais nomes do gênero Marcos Valle compôs Samba de Verão onde tornou-se um dos maiores sucessos, em 1966, a versão do Walter Wanderley Trio foi a mais vendida nos EUA, alcançando a posição #26 na Billboard Hot 100 e #3 na parada Easy Listening. A composição ainda é uma das favoritas nas estações de rádio Adult Standards.No ano seguinte, Sérgio Mendes & Brasil 66 lançou uma versão da canção de Jorge Ben, Mas que Nada em seu álbum Herb Alpert presents Sergio Mendes & Brazil 66, tornou-se outro grande sucesso da Bossa Nova nas paradas norte-americanas, alcançando a posição #4 na parada "Adult Contemporary" e #47 na parada "Pop Singles" - ambas da Billboard. A importância da versão de Sérgio Mendes é traduzida por inúmeras versões feitas por artistas como Ella Fitzgerald, Al Jarreau, Trini Lopez e José Feliciano. Em 2013 ela foi incluída no Hall da Fama do Grammy Latino.. Nos anos 70  canção Águas de Março obteve sucesso nacional e internacional com a versão em inglês chegou a inspirar uma campanha publicitária da empresa Coca-Cola na década de 1980, com um arranjo mais próximo do rock e outros versos. A versão em inglês da música foi também utilizada, já na década de 1990, como tema publicitário para o lançamento do Ayala Center, nas Filipinas.
A parceria de Ogerman e Jobim foi importante para estabelecer a sonoridade bossa nova. Para seu primeiro disco a ser gravado nos EUA, The Composer of Desafinado Plays, Jobim gostaria que a gravadora contratasse Nelson Riddle, o arranjador de Sinatra. Entretanto, o produtor Creed Taylor designou o alemão Claus Ogerman para o trabalho. Inicialmente desconfiado, Jobim mudou de ideia após ouvir o primeiro arranjo, tanto que estabeleceu esta parceria pelos próximos 17 anos. Entre 1963 e 1980, Ogerman escreveu os arranjos de 7 LPs de Tom Jobim. Também escreveu para discos de Astrud Gilberto e João Donato e fez os arranjos do disco Amoroso de João Gilberto. Desta forma, contribuiu para a formatação sonora fonográfica da bossa nova, deixando sua assinatura - que tem entre seus traços, a economia rítmica, escolha particular da instrumentação, distribuição de vozes e harmonização característica de cordas e madeiras. Claus fez a arregimentação dos músicos do primeiro LP de Jobim nos Estados Unidos, a única exigência de Tom foi que o baterista fosse brasileiro,Édson Machado, afinal, o padrão rítmico é fator primordial e determinante de gênero. Sendo uma novidade musical vinda de outro país, a música não teria resultado satisfatório com um baterista norte americano às baquetas.

## Da bossa nova à MPB
| |  |  |
| Vinicius de Moraes, principal letrista de canções da bossa nova a partir de "Chega de Saudade", composição feita com Tom Jobim em 1958 e que consagrou o estilo. |  |  |

No fim da década de 1950 Carlos Lyra trabalhou em São Paulo com o Teatro de Arena, participando das montagens de peças de dramaturgos e diretores como Augusto Boal e Gianfrancesco Guarnieri. Junto com Oduvaldo Viana Filho, Leon Hirzman e Ferreira Gullar, participou da fundação do Centro Popular de Cultura da União Nacional dos Estudantes, o CPC da UNE. Como diretor musical do CPC, a ideia do Carlos Lyra era levar a bossa nova para as ruas, mas também levar a música do povo para a classe média universitária. Com o apoio de Sérgio Cabral, ao mesmo tempo um intelectual da zona sul carioca e uma pessoa com trânsito com os então chamados sambistas de morro, o CPC promoveu shows de sambistas como Cartola, Nelson Cavaquinho, Ismael Silva e Zé Keti, artistas que estavam à época ignorados pelas gravadoras e pela grande mídia.
Carlos Lyra promoveu reuniões em sua casa com esses sambistas e gravou fitas com o repertório dos mesmos. Fitas que foram repassadas por ele para  Nara Leão, durante a escolha do repertório para o seu primeiro disco, Nara. Nara estava próxima dos cineastas do Cinema Novo, que deram a ela uma nova consciência social. O repertório dos primeiros discos da Nara expressam a busca da artista por temáticas mais nacionalistas e distantes do lirismo da bossa nova, ainda que, formalmente, a sonoridade ainda seja bossa-novista.
Nos seus dois primeiros discos, Nara gravou composições de uma nova parceria de Vinícius de Moraes, com o violonista Baden Powell. “Berimbau”, “Consolação” e “Labareda” são composições pós-bossa nova, que foram classificadas como afro-sambas, pelas suas sonoridades afro e as suas letras com temáticas das igrejas de matriz africana. Essas canções são reunidas em 1966 no LP Os Afro-sambas, de Baden e Vinícius, com participação do Quarteto em Cy.
Em 1965 é realizado o primeiro festival de música popular brasileira promovido e divulgado por uma emissora da televisão, a TV Excelsior. O idealizador do festival, Solano Ribeiro, era um produtor de espetáculos em São Paulo contratado da Excelsior e que quis levar para a televisão a nova música brasileira que surgia nos bares e em shows universitários. A grande vencedora foi "Arrastão", de Vinícius de Moraes e Edu Lobo e interpretada por Elis Regina, uma canção que mescla a influência da bossa nova com a aspereza da música nordestina. Era o início do que se rotularia MPB, gênero difuso que abarcaria diversas tendências da música brasileira.

## Legado
Com a internacionalização, através do êxito nos Estados Unidos que a exportou para o resto do mundo, a bossa nova se tornou referência em escala global.
Em meados dos anos 80 surgiu na Europa a New Bossa, em trabalhos da cantora nigeriana Sade Adu e em grupos como Matt Bianco e Style Council.  Nos anos 90, através de DJ´s como Joe Davis e Gilles Peterson, a bossa ressurgiu integrada com o drum´n´bass e artistas como Marcos Valle, Joyce Moreno a o grupo Azymuth passaram a dialogar com novas gerações com novos discos e turnês constantes.
Novos artistas brasileiros com trabalhos muito inspirados em bossa nova fizeram trabalhos de repercussão internacional na virada para o século XXI, e o mais bem sucedido comercialmente foi o de Bebel Gilberto, filha de João Gilberto e da cantora Miúcha, que vendeu mais de um milhão de discos com o seu CD Tanto Tempo.  O grupo Bossacucanova (que tem entre os seus integrantes Marcio Menescal, filho de Roberto Menescal), a cantora Fernanda Porto e o DJ Patife também mesclaram a bossa nova com o drum´n´bass e tiveram boa aceitação nos EUA e na Europa no início dos anos 2000.
Cantoras internacionais surgidas já no século XXI também são diretamente influenciadas pela bossa nova, como é o caso da canadense Diana Krall, que convidou o Claus Ogerman, o arranjador de Jobim e João Gilberto, para escrever arranjos bossanovísticos para seus discos.  A norte americana de ascendência francesa, Stacey Kent, grava com frequência músicas brasileiras, especialmente bossa novas, e já gravou com Marcos Valle, Roberto Menescal e Danilo Caymmi.
A bossa nova começou a perder espaço no Brasil no meio da década de 1960, especialmente a partir do golpe militar de 1964 e por conseguinte o surgimento das canções de protesto. Os ambientes agitados e barulhentos dos festivais de música na televisão, com compositores concorrendo por altos prêmios em dinheiro, também não eram lugares ideias para a sonoridade bossanovística. Tom Jobim e João Gilberto ficaram muitos anos gravando discos fora do Brasil, e músicos como Oscar Castro Neves, Sérgio Mendes e Eumir Deodato jamais voltaram a morar no Brasil.
Entre o fim dos anos 1960 e até o fim da década de 1980 a bossa nova apareceu em raros momentos na parada de sucessos, como na gravação de João Gilberto de "Wave" (Jobim), que fez parte da trilha sonora da novela Água Viva, exibida a partir de agosto de 1980 na TV Globo. Durante os anos do rock brasileiro, há de se destacar tanto a regravação da composição de Lobão, "Me chama", por João Gilberto em 1986, quanto a canção "Faz parte do meu show", composta por Cazuza e Renato Ladeira, e gravada em 1988, com arranjo inspirado na bossa nova e com o violão fazendo a tradicional batida.
Sob encomenda de uma gravadora do Japão, Roberto Menescal produziu, com a então cantora iniciante Leila Pinheiro, o disco Benção, Bossa Nova, que foi lançado no Brasil em 1989 e vendeu a marca considerável de 300 mil cópias.  O número é muito relevante, pois João Gilberto só conseguiu ultrapassar 100 mil cópias vendidas no seu álbum de 1991, João. Em 1990 o escritor Ruy Castro lançou o livro Chega de Saudade, considerado a bíblia do movimento, com a história da bossa nova escrita como uma biografia romanceada, que vendeu muitos livros e reacendeu o interesse do público brasileiro pelo movimento.
A bossa nova segue ainda viva no século XXI: em 2021 a cantora Anitta lançou o single Girl from Rio, que usava um sample de "Garota de Ipanema" e misturava no clipe o Rio de Janeiro estereotipado da época da bossa nova nos anos 1960 com a realidade do subúrbio em que a cantora cresceu.
A cantora pop Luisa Sonza lançou em 2023 a música "Chico", com uma atmosfera que remetia à bossa nova e causou polêmica nas redes sociais e na mídia, que procurou experts para saber se a canção poderia ser classificada como uma legítima bossa. Roberto Menescal, um dos papas do movimento, defendia a tese de que poderia ser, e depois fez a produção musical da versão em inglês, dando definitivamente o seu aval. BMF " (originalmente Boy from South Detroit) é uma canção da cantora e compositora norte americana SZA, presente na edição Lana (2024), uma reedição de seu segundo álbum de estúdio SOS (2022). A música combina elementos de pop e bossa nova, alcançando sucesso tanto na Europa quanto nos Estados Unidos.

## A Bossa Nova no teatro

#### Tom & Vinícius
A peça de teatro intitulada Tom & Vinicius – o Musical, foi encenada de 09 a 12 de 2008. Estrelado por Marcelo Serrado, escrito por Daniela Pereira de Carvalho e Eucanaã Ferraz e dirigido por Daniel Herz. A direção musical foi de Josimar Carneiro.

#### Nara
Nara Leão rejeitava o título de "Musa da Bossa Nova" que foi atribuído a ela. Dada sua influência, obtida através da presença constante na atuação e inovação nas parcerias musicais e sua postura engajada.

Ainda assim, passados 35 anos de seu falecimento, sua contribuição para a Bossa Nova, se desdobrou em um espetáculo teatral em 29 de Fevereiro de 2024, que contou com Zezé Polessa na interpretação do papel da cantora, sob direção teatral de Miguel Falabella e direção musical de Josimar Carneiro. O espetáculo foi exibido no Teatro Firjan SESI Centro, na cidade do Rio de Janeiro. Neste espetáculo foram interpretadas diversas canções, sejam do período bossa novístico e do período que Nara inovou em outros gêneros musicais, como por exemplo o samba de raiz. Também foram mencionados diversos álbuns, como seu álbum de estréia. Nara, de 1964.

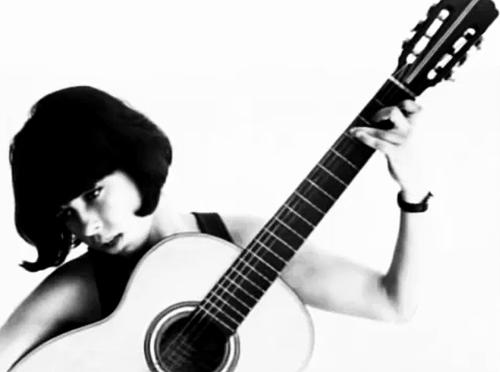
Nara Leão

O espetáculo foi encenado em formato de monólogo, onde são evocadas as lembranças da personagem e compartilhadas com o público a trajetória musical da cantora dramatizando e musicando momentos chave em sua carreira, inclusive a ruptura com o movimento da Bossa Nova, motivada por razões políticas por parte da cantora. Entre as diversas cenas é mostrada a ida para França, onde Nara gravou em 1971, em Paris o álbum Dez anos depois, álbum duplo que a reconciliou com o repertório da Bossa Nova. Ao longo das cenas e das músicas de roteiro que inclui "Corcovado", "Diz que fui por aí" (Zé Kétti e Hortênsio Rocha, 1964) , entre diversas canções de atuações em outros gêneros musicais e da própria Bossa Nova.

## A Bossa Nova no Cinema
Esta seção lista alguns filmes onde a Bossa Nova é a temática principal do enredo e/ou também nos quais houve largo uso de seu repertório na sua trilha sonora. 

#### Elis & Tom, Só tinha de ser com você
Em 2023 chegou às telas brasileiras o documentário "Elis & Tom, Só Tinha de ser com você". Dirigido por Jom Tob Azulay e Roberto de Oliveira, com roteiro de Nelson Motta e Roberto de Oliveira. O filme mostra o processo de gravação do disco "Elis & Tom", de 1974 no estúdio em Los Angeles com imagens guardadas por 50 anos. Os músicos que participaram foram: 
- Antonio Carlos Jobim - piano, vocal, violão

- César Camargo Mariano - piano elétrico, piano e arranjos

- Hélio Delmiro - guitarra elétrica, violão
- Oscar Castro-Neves - violão
- Luizão Maia - baixo
- Paulo Braga - bateria
- Chico Batera - percussão
- Bill Hitchcock - regência
- Hubert Laws e Jerome Richardson - flautas
- Aloísio de Oliveira - produção

#### Onde está você João Gilberto
É um Documentário de 2018 dirigido por Georges Gachot que é Inspirado no livro HO-BA-LA-LÁ - À Procura de João Gilberto, do escritor alemão Marc Fischer, jornalista alemão que tentou se encontrar com o pai da bossa nova. O cineasta francês Georges Gachot decide refazer os passos do autor no Rio de Janeiro em busca do recluso ícone da música brasileira. Contou com a participação de Miucha, Georges Gachot, João Donato, Marcos Valle.

#### Os desafinados
Filme produzido em 2006 e lançado em 2008, dirigido por Walter Lima Jr.. Narra a trajetória de um grupo de jovens músicos e compositores que, na década de 60, partiu para Nova York buscando a realização do sonho do sucesso. Juntos, estes músicos formam o projeto musical Bossa Cinco. Teve como estrelas centrais os atores Ailton Graça, Alessandra Negrini, André Moraes, Ângelo Paes Leme, Cláudia Abreu, Jair Oliveira, Michel Bercovitch, Rodrigo Santoro, Selton Mello e Vanessa Gerbelli.

#### Bossa Nova
Comédia romântica de 2000, dirigida por Bruno Barreto  com roteiro baseado no romance Miss Simpson de Sérgio Sant'Anna, e roteirizado por Alexandre Machado, Fernanda Young e Sérgio Sant'Anna. Teve como estrelas centrais os atores Amy Irving, Antônio Fagundes, Débora Bloch, Alexandre Borges, Drica Moraes, Pedro Cardoso, Giovanna Antonelli, Rogério Cardoso e Stephen Tobolowsky.